# BayernLB
BayernLB (até 2005: Bayerische Landesbank) é um banco alemão com sede em Munique, que foi criado por lei estatal da Baviera em 27 de junho de 1972 como uma instituição bancária nos termos da lei pública (em alemão: Anstalt des öffentlichen Rechts)  .